# Jan Pospíšil (fotbalista)
Jan Pospíšil (* 13. července 1951 Šternberk) je bývalý český fotbalista, obránce a záložník.

## Fotbalová kariéra
V československé lize hrál za TŽ Třinec, Spartu Praha a SK Hradec Králové. Nastoupil ve 132 ligových utkáních a dal 14 gólů. V Poháru vítězů pohárů nastoupil ve 2 utkáních za Spartu gól a dal gól v utkání s lucemburským týmem CA Spora Luxembourg v roce 1980. V nižších soutěžích hrál i za Zbrojovku Vsetín.

## Ligová bilance
| Ročník                                   | Zápasy | Góly | Klub                   |
| ---------------------------------------- | ------ | ---- | ---------------------- |
| 1. československá fotbalová liga 1971/72 | 1      | 0    | TŽ Třinec              |
| 1. československá fotbalová liga 1972/73 | 20     | 1    | TŽ Třinec              |
| 1. československá fotbalová liga 1974/75 | 15     | 5    | TŽ Třinec              |
| 1. československá fotbalová liga 1975/76 | 28     | 5    | TŽ Třinec              |
| Národní fotbalová liga 1976/77           | -      | -    | Zbrojovka Vsetín       |
| Česká národní fotbalová liga 1977/78     | -      | -    | Zbrojovka Vsetín       |
| 1. československá fotbalová liga 1978/79 | 27     | 3    | Sparta Praha           |
| 1. československá fotbalová liga 1979/80 | 27     | 0    | Sparta Praha           |
| 1. československá fotbalová liga 1980/81 | 6      | 0    | Sparta Praha           |
| 1. československá fotbalová liga 1980/81 | 8      | 0    | Spartak Hradec Králové |
| Česká národní fotbalová liga 1981/82     | 12     | 1    | Spartak Hradec Králové |
| CELKEM 1. liga                           | 132    | 14   |                        |